# Julius von Roschmann-Hörburg
Julius von Roschmann-Hörburg (* 4. August 1852 in Wien; † 1921 in Innsbruck) war ein österreichischer Nationalökonom und deutschnationaler Reichsratsabgeordneter. Er war Professor und Rektor der Franz-Josephs-Universität.

## Leben
Roschmann-Hörburg studierte nach der Matura an der Universität Innsbruck Rechtswissenschaft. Sein Studium schloss er mit der Promotion zum Dr. iur. ab. Er war Mitglied des Corps Gothia Innsbruck (1879). Er habilitierte sich für Nationalökonomie und wurde an die Franz-Josephs-Universität Czernowitz berufen, deren Rektor er 1896/97 war. Für die Bukowina wurde Roschmann-Hörburg am 27. März 1897 als Mitglied der Deutschen Volkspartei für die Deutschnationale Bewegung in den Reichsrat (Österreich), das Parlament der cisleithanischen Reichshälfte der Doppelmonarchie Österreich-Ungarn, gewählt. Er setzte sich nachdrücklich für das Deutschtum in der österreichischen Habsburgermonarchie ein und vertrat die Großdeutsche Lösung. Er blieb Abgeordneter bis zur X. Legislaturperiode.